# Pantopsalis pococki
Pantopsalis pococki är en spindeldjursart som beskrevs av Henry Roughton Hogg 1920. Pantopsalis pococki ingår i släktet Pantopsalis och familjen Monoscutidae. Inga underarter finns listade i Catalogue of Life.